# Theridion bradyanum
Theridion bradyanum là một loài nhện trong họ Theridiidae.
Loài này thuộc chi Theridion. Theridion bradyanum được Embrik Strand miêu tả năm 1907.